# Джозеф Долтон Гукер
Джозеф Долтон Гукер (англ. Joseph Dalton Hooker; 30 червня 1817, Гейлсворт, Саффолк — 10 грудня 1911, Саннінгдейл, Беркшир) — британський ботанік, мандрівник, директор Королівських ботанічних садів в К'ю (1865—1885). Син англійського ботаніка Вільяма Джексона Гукера.

## Життєпис
У віці тридцяти років (у 1847 році) Гукер був обраний членом Лондонського королівського товариства, а в 1873 році — його президентом (до 1877 року). Був членом Геттінгенської академії наук.
Він отримав три медалі від Лондонського королівського товариства: Королівську медаль в 1854 році, медаль Коплі у 1887 році та медаль Дарвіна у 1892 році.
Його найбільш значною ботанічною роботою стала «Flora of British India», опублікована в семи томах між 1872 і 1897 роками. Він був автором численних наукових праць та монографій, у тому числі підручника «Students Flora of the British Isles» і монументальної праці «Роди квіткових рослин» (лат. Genera plantarum ad exemplara etc.1860-1883), на основі колекцій в К'ю (спільно з Джорджем Бентамом). Цей повний і точний збірник описів всіх родин і родів квіткових рослин всієї земної кулі з коротким перерахуванням видів і зазначенням географічного розподілу в кінці XIX — початку XX століть був необхідним і основним керівництвом кожного ботанічного кабінету, гербарію і саду.
У 1893 році Гукер заснував «Індекс К'ю» — покажчик всіх описаних видів насінних рослин (видається до наших днів).
У 1904 році — у віці 87 років він опублікував «A sketch of the Vegetation of the Indian Empire».
За публікацією останньої частини «Flora of British India» в 1897 році він був удостоєний звання Лицаря Великого Командора ордена Зірки Індії, вищого звання ордена (Лицарем Командором він став двадцятьма роками раніше — в 1877 році). Через десять років, в 1907 році, після досягнення дев'яноста років він був нагороджений орденом «За заслуги».
Джозеф Долтон Гукер помер удома уві сні 10 грудня 1911 після короткої, невідомої хвороби. Декан Вестмінстерського абатства запропонував для поховання Гукера місце в наві неподалік могили Дарвіна, але наполягав, щоб Гукера кремували. Його вдова Гіацинт відхилила цю пропозицію, і в кінцевому підсумку Гукер був похований, як він і хотів, поруч з батьком у церкві Святої Анни в Кью Грін, неподалік від Королівських ботанічних садів в К'ю.